# Monika Matysová
Monika Matysová (* 21. April 1981 in Nitra) ist eine ehemalige slowakische Fußballspielerin.

## Karriere

### Vereine
Matysová begann ihre Karriere 1994 mit dem FC Nitra und wechselte im Sommer 2004 zur Frauenfußballmannschaft von Slavia Prag. Nach sechs Monaten in Tschechien kehrte sie heim und schloss sich im Winter 2004/05 dem FC Rotox Nitra an. Im Sommer 2005 kehrte Matysová zurück nach Prag und schloss sich der Frauenfußballmannschaft des Lokalrivalen Sparta Prag an. Hier entwickelte sie sich zur Leistungsträgerin und vollzog am 1. Juli 2010 den Wechsel über die Alpen zum ASV Spratzern.

### Nationalmannschaft
Matysová kam ab 2005 für die A-Nationalmannschaft zu Länderspielen.